# Palpomyia monticola
Palpomyia monticola är en tvåvingeart som beskrevs av Tokunaga 1939. Palpomyia monticola ingår i släktet Palpomyia och familjen svidknott. Inga underarter finns listade i Catalogue of Life.